# Maurício Ribeiro
Maurício Ribeiro (Juiz de Fora, 6 de dezembro de 1983) é  um ator, modelo e cantor brasileiro.

## Carreira
Maurício Ribeiro iniciou a carreira atuando em peças na sua cidade natal, Juiz de Fora. Aos 18 anos, mudou-se para o Rio de Janeiro, onde encenou a peça Que esse bem somos nós ao lado de Osmar Prado.
A partir daí, fez participações nas novelas Malhação e Mulheres Apaixonadas da Rede Globo.
Quando encenava outra peça, foi convidado pelo diretor Tiago Santiago para atuar na novela Prova de Amor, que o mesmo estava iniciando na Rede Record. Após isso, foi convocado pra atuar também em Alta Estação.
Em 2016, assina contrato com o SBT, para interpretar Fausto na novela Cúmplices de um Resgate, adaptação de Íris Abravanel.
Em 2017, participou do reality show Power Couple Brasil exibido pela Record TV e apresentado por Roberto Justus. Em 2018 participou da novela Jesus atuando como apóstolo André.

## Filmografia

### Telenovelas e Reality Shows
| Televisão | Televisão               | Televisão             | Televisão                                              | Televisão   |
| Ano       | Título                  | Papel                 | Nota                                                   | Emissora    |
| --------- | ----------------------- | --------------------- | ------------------------------------------------------ | ----------- |
| 2003      | Malhação                | Marcelo               |                                                        | Rede Globo  |
| 2003      | Mulheres Apaixonadas    | Fernando Fritz        |                                                        | Rede Globo  |
| 2005      | Prova de Amor           | Jonas Cordeiro        |                                                        | Rede Record |
| 2006      | Alta Estação            | João Pedro            |                                                        | Rede Record |
| 2007      | Luz do Sol              | Jairo                 |                                                        | Rede Record |
| 2007      | Caminhos do Coração     | Cristiano Pena (Cris) |                                                        | Rede Record |
| 2008      | Os Mutantes             | Cristiano Pena (Cris) |                                                        | Rede Record |
| 2009      | Promessas de Amor       | Cristiano Pena (Cris) |                                                        | Rede Record |
| 2010      | A História de Ester     | Simion                |                                                        | Rede Record |
| 2010      | Separação?!             | Marcelo               |                                                        | Rede Record |
| 2010      | Casa do Zé da Rosa      | Juliano               | Quadro do Show do Tom                                  | Rede Record |
| 2013      | José do Egito           | Manassés              |                                                        | Rede Record |
| 2015      | Milagres de Jesus       | Tiago                 | Episódios: "A Mulher Samaritana" "Milagres em Samaria" | Rede Record |
| 2015      | Cúmplices de Um Resgate | Fausto                |                                                        | SBT         |
| 2017      | Power Couple Brasil     | Participante          | Temporada 2                                            | Record TV   |
| 2018      | Jesus                   | André da Galileia     |                                                        | Record TV   |
| 2023–2024 | Reis                    | Sibecai               |                                                        | Record TV   |
| 2025      | Volta por Cima          | Gerente Cardoso       | Episódios: "13–14 de março"                            | TV Globo    |
| 2025      | Paulo, o Apóstolo       | André da Galileia     |                                                        | Record      |